# Шакшакбаев, Вадим Шамильевич
Вадим Шамильевич Шакшакбаев (9 октября 1971, Петропавловск, Казахская ССР, СССР) — советский и казахстанский конькобежец, государственный и хозяйственный деятель. Участник зимних Олимпийских игр 1992, 1994 и 1998 годов. Бронзовый призёр зимних Азиатских игр 1996 года.

## Биография
Вадим Шакшакбаев родился 9 октября 1971 года в городе Петропавловск.

### Спортивная карьера
Выступал в конькобежном спорте за «Динамо» из Петропавловска.
В 1988—1991 годах 8 раз устанавливал рекорды мира среди молодёжи в спринтерском многоборье.
В 1991 году выиграл чемпионат СССР и впервые выступил на чемпионате мира по конькобежному спорту в Инцелле на дистанции 500 метров и занял 11-е место.
В 1992 году вошёл в состав Объединённой команды на зимних Олимпийских играх в Альбервиле. Выступал на дистанции 500 метров, занял 14-е место с результатом 37,86 секунды, уступив 72 сотых победителю Уве-Йенсу Маю из Германии.
В 1994 году вошёл в состав сборной Казахстана на зимних Олимпийских играх в Лиллехаммере. На дистанции 500 метров с результатом 37,07 секунды поделил 12-13-е места с Пэтом Келли из Канады, отстав на 74 сотых от победителя Александра Голубева из России. На дистанции 1000 метров с результатом 1 минута 15,06 секунды занял 20-е место, уступив 2,63 секунды чемпиону Дэну Дженсену из США.
В 1996 году стал бронзовым призёром зимних Азиатских игр в Харбине. На дистанции 1000 метров показал результат 1.14,53, уступив японцу Юсуке Имаи (1.14,27) и Ким Юнману из Южной Кореи (1.14,32).
В 1998 году вошёл в состав сборной Казахстана на зимних Олимпийских играх в Нагано. На дистанции 500 метров по сумме двух заездов занял 24-е место (1.13,44), уступив 2,09 секунды чемпиону Хироясу Симидзу из Японии.
Всего в течение карьеры десять раз выступал на чемпионатах мира на спринтерских и отдельных дистанциях. Лучший результат показал в 1996 и 1997 годах в спринте, где занял 7-е место. В 1995 году выиграл этап Кубка мира.
Мастер спорта Казахстана международного класса.

### Государственная и хозяйственная карьера
Имеет три высших образования: в 1992 году окончил Петропавловский педагогический институт по специальности учитель физкультуры, в 1999 году — Северо-Казахстанский государственный университет по специальности экономист, в 2000 году — Академию государственной службы управления при Президенте Республики Казахстан.
После окончания спортивной карьеры работал в администрации Северо-Казахстанской области, Министерстве индустрии и торговли Казахстана.
В 2012 году был назначен президентом хоккейного клуба «Барыс», выступающего в КХЛ. К тому моменту Шакшакбаев работал вице-президентом национальной корпорации «Казахстан-инжиниринг».
С февраля 2017 года — заместитель председателя правления «Казахстан-инжиниринг».

## Личные рекорды
- 500 метров — 36,01 (1996)[1]
- 1000 метров — 1.13,10 (1996)[1]
- 1500 метров — 1.59,45 (1996)[1]
- 5000 метров — 7.51,20 (1987)[1]

## Семья
Отец — Шамиль Тауфикович Шакшакбаев (1948—2005), основатель и директор экспериментальной специализированной школы с инклюзивным обучением для детей-инвалидов.
Женат, есть дочь и сын.